# Kloster Itzehoe
Das Kloster Itzehoe ist eine ehemalige Zisterzienserinnenabtei in Itzehoe, die nach der Reformation zu einem adeligen evangelischen Damenstift umgewandelt wurde. Den Konvent der Damen leitet eine Äbtissin.

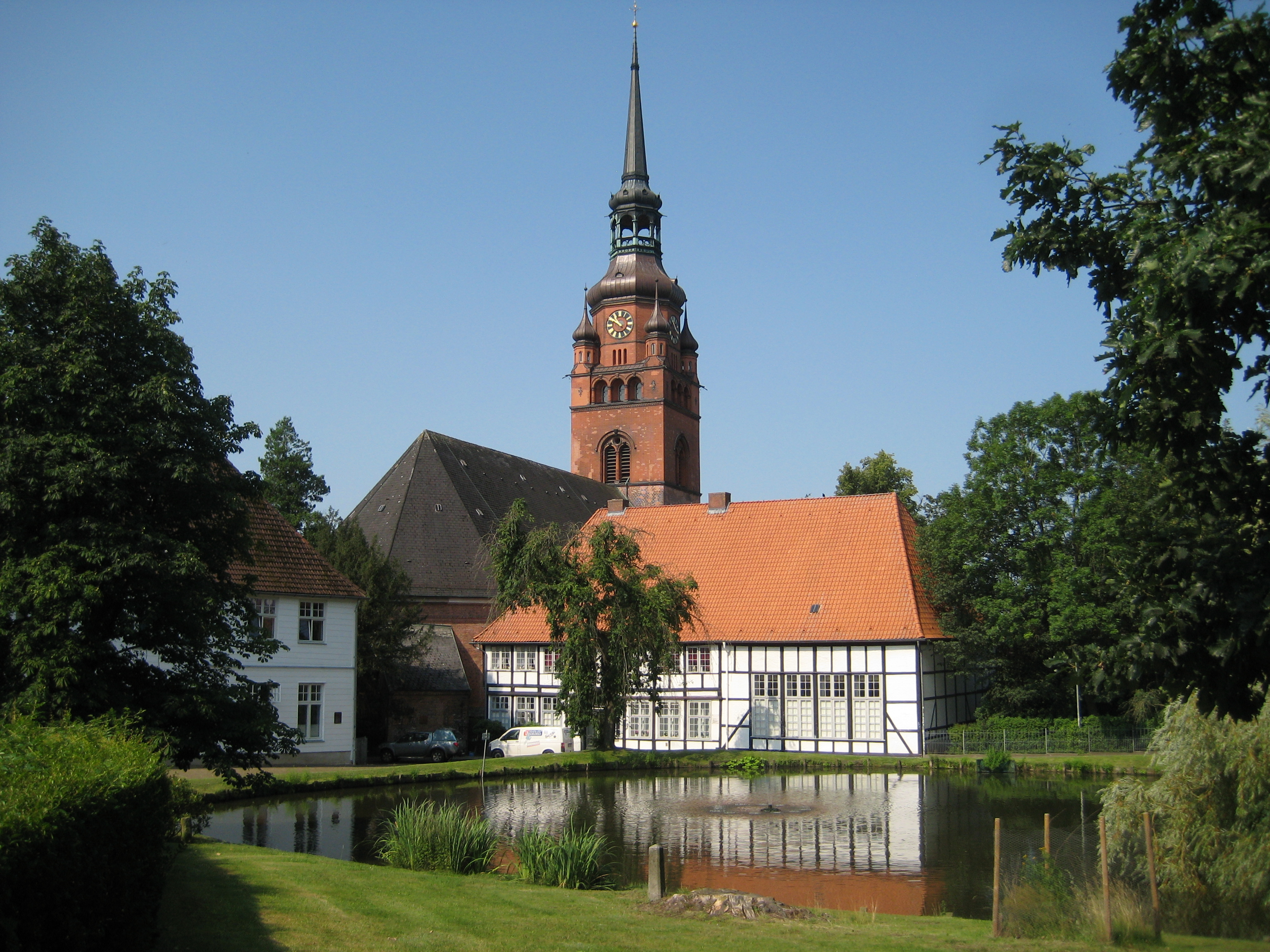
Klosterhof mit dem Klosterhofteich und der St.-Laurentii-Kirche im Hintergrund

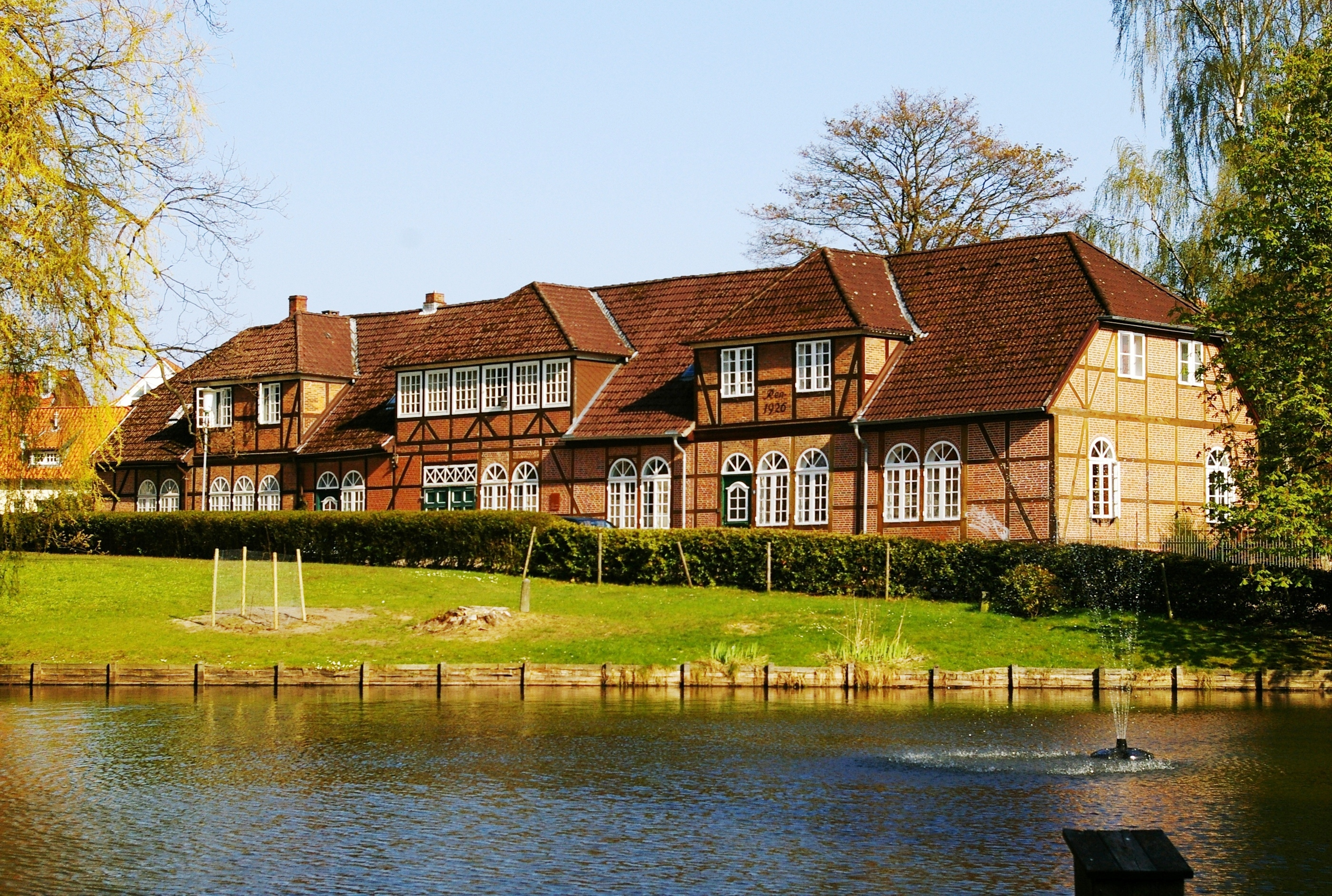
Remise Kloster Itzehoe

## Gründung und Verlegung
Das Kloster wurde ursprünglich – wohl in den 1230er Jahren – auf einer Wurt bei Ivenfleth an der Mündung der damals noch nicht eingedeichten Stör gegründet. 1263 siedelten die Zisterzienserinnen nach Itzehoe um; vermutlich nicht zuletzt wegen des gelegentlich auftretenden Hochwassers.

## Grundbesitz und Grundherrschaft

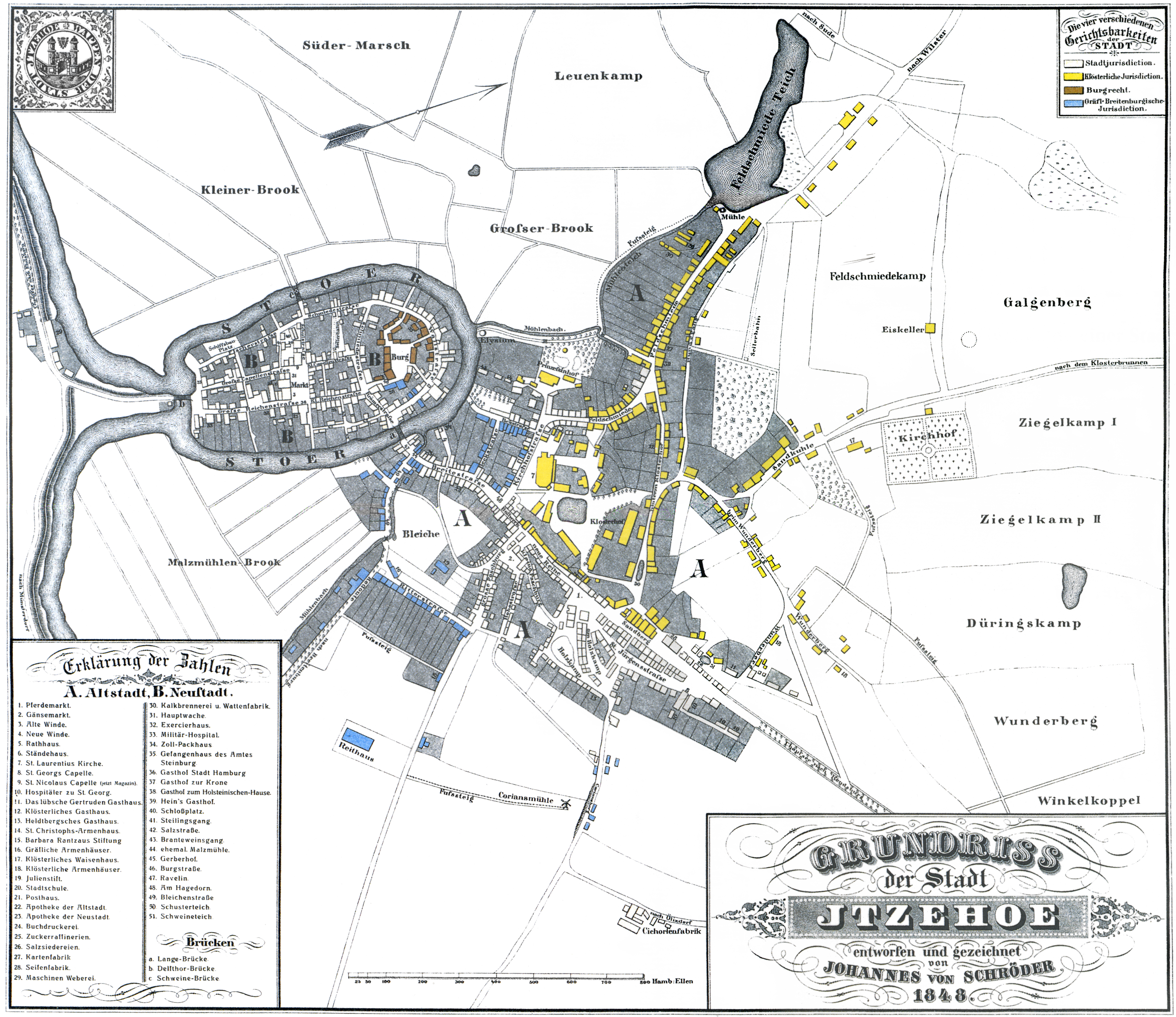
Die Grundstücke des Gerichtsbezirks des Klosters sind in dieser Karte von 1848 in gelb dargestellt.

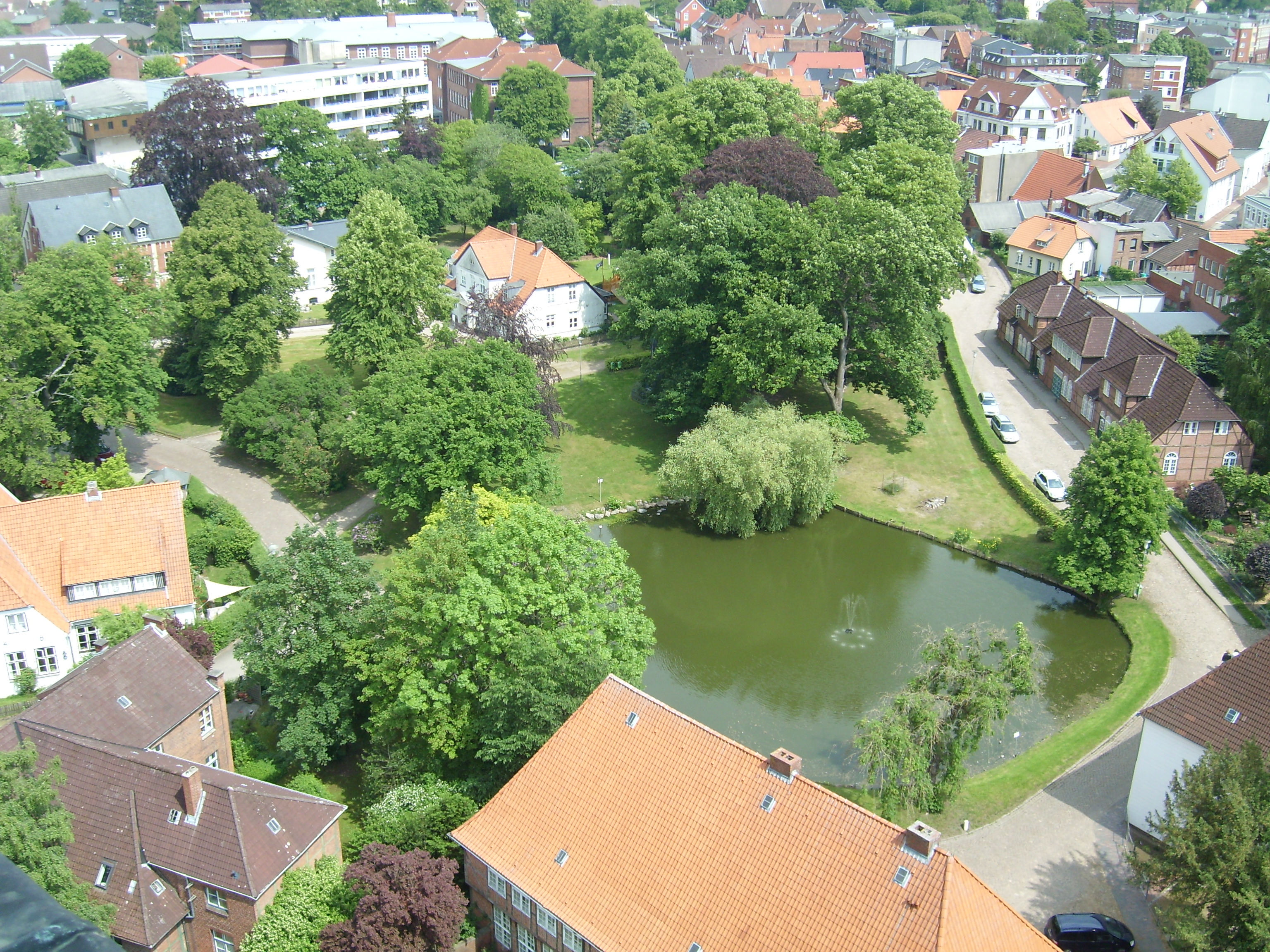
Klosterhof mit dem Klosterhofteich vom Kirchturm St. Laurentii aus gesehen

Das Kloster war bereits bei seiner Gründung mit Grundbesitz ausgestattet worden und konnte seine Besitzungen in den folgenden Jahrhunderten ausbauen. Auch war die Nonnenabtei Itzehoe in vielen Gebieten Grund- und Gerichtsherr und konnte von ihren dort lebenden Klosteruntertanen Abgaben fordern; allerdings bildeten diese Gebiete keine räumlich geschlossene Grundherrschaft.
So wurde das Kloster durch Schenkungen und Ankäufe 1383 alleiniger Grundeigentümer des mehr als 50 km entfernten Dorfes Langwedel am Brahmsee. Die freien Bauern hatten ihre Steuern vierteljährlich zu bezahlen; erst unter preußischer Verwaltung wurde dieses Rechtsverhältnis 1867 beendet.
Auf dem oft so genannten Galgenberg war die Richtstätte des Klosters.

## Umwandlung in ein adeliges Damenstift

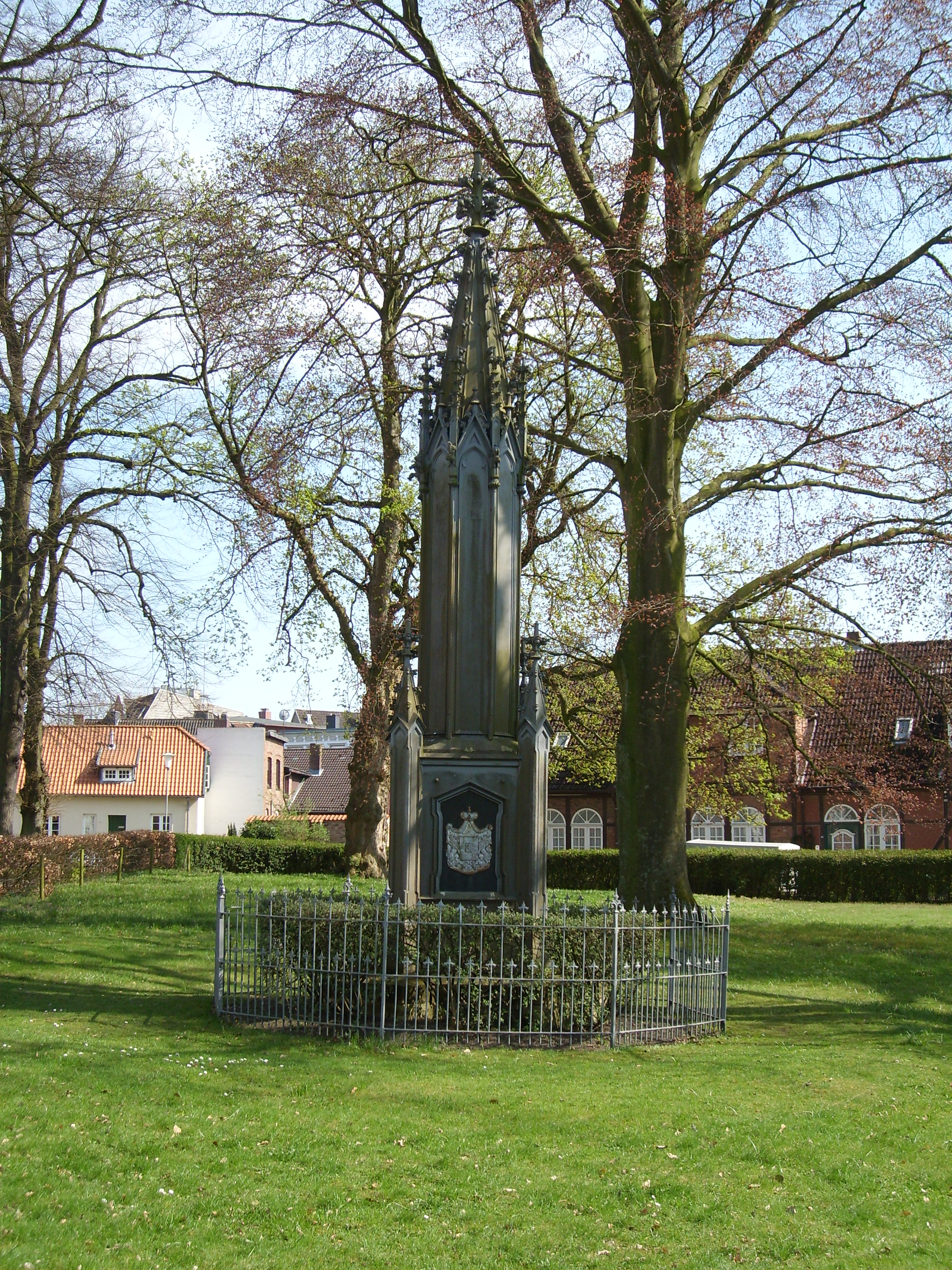
Denkmal der Äbtissin Juliane von Hessen im Klosterhof

Nach der Reformation wurde das Kloster 1541 in ein evangelisches Damenstift (Konvent) umgewandelt, als das es nach wie vor besteht. Die Konventualinnen sind unverheiratete oder verwitwete, meist adlige Damen. An der Spitze des Konvents steht eine (in der Regel) gewählte Äbtissin, unterstützt von einer Priorin. Der sogenannte Verbitter vertritt juristische Belange und wirtschaftliche Interessen des Konvents gegenüber Dritten.
1683 wurde Prinzessin Dorothea Louise von Sonderburg-Augustenburg (1663–1721) von Christian V., König von Dänemark und Norwegen, gegen die Statuten zur Äbtissin ernannt. Erst 1687 konnte sie ihr Amt antreten; neun Jahre später (1696) errichtete sie das repräsentative Äbtissinnenhaus (Klosterhof 7).

## Das Klostergebiet im 19. und 20. Jahrhundert
In Itzehoe bildeten der Klosterhof bei der St.-Laurentii-Kirche, auf dem sich noch heute ehemalige Klostergebäude befinden, und das übrige dem Kloster gehörige Gebiet eine von mehreren Jurisdiktionen und schließlich eine eigenständige Landgemeinde, die die Ausbreitung der Stadtjurisdiktion bzw. der Stadtgemeinde Itzehoe bis ins 20. Jahrhundert hinein erschwerte. Das letzte Gebiet dieser eigenständigen Landgemeinde war der Klosterhof, der eine Enklave inmitten Itzehoes bildete. Er wurde schließlich 1935/36 zwangsweise nach Itzehoe eingemeindet.
Geblieben ist dem Adeligen Kloster vor allem Grund- und Waldeigentum. So ist es beispielsweise Grundeigentümer des Geländes des Schwimmzentrums Itzehoe, dessen Bau auf einem erbbaurechtlichen Vertrag mit dem Adeligen Kloster beruht. Auch der an die Stadt Itzehoe verpachtete Stormsteich gehört dem Kloster. Ferner ist es Waldeigentümer des Itzehoer Klosterforsts und 75 Hektar Wald, die 20 Kilometer nördlich von Itzehoe liegen. Bis 2013 gehörte auch der Hackstruck innerhalb Itzehoes dazu, welcher an das Klinikum Itzehoe verkauft wurde.

## Äbtissinnen, Priorinnen und Verbitter des Klosters Itzehoe

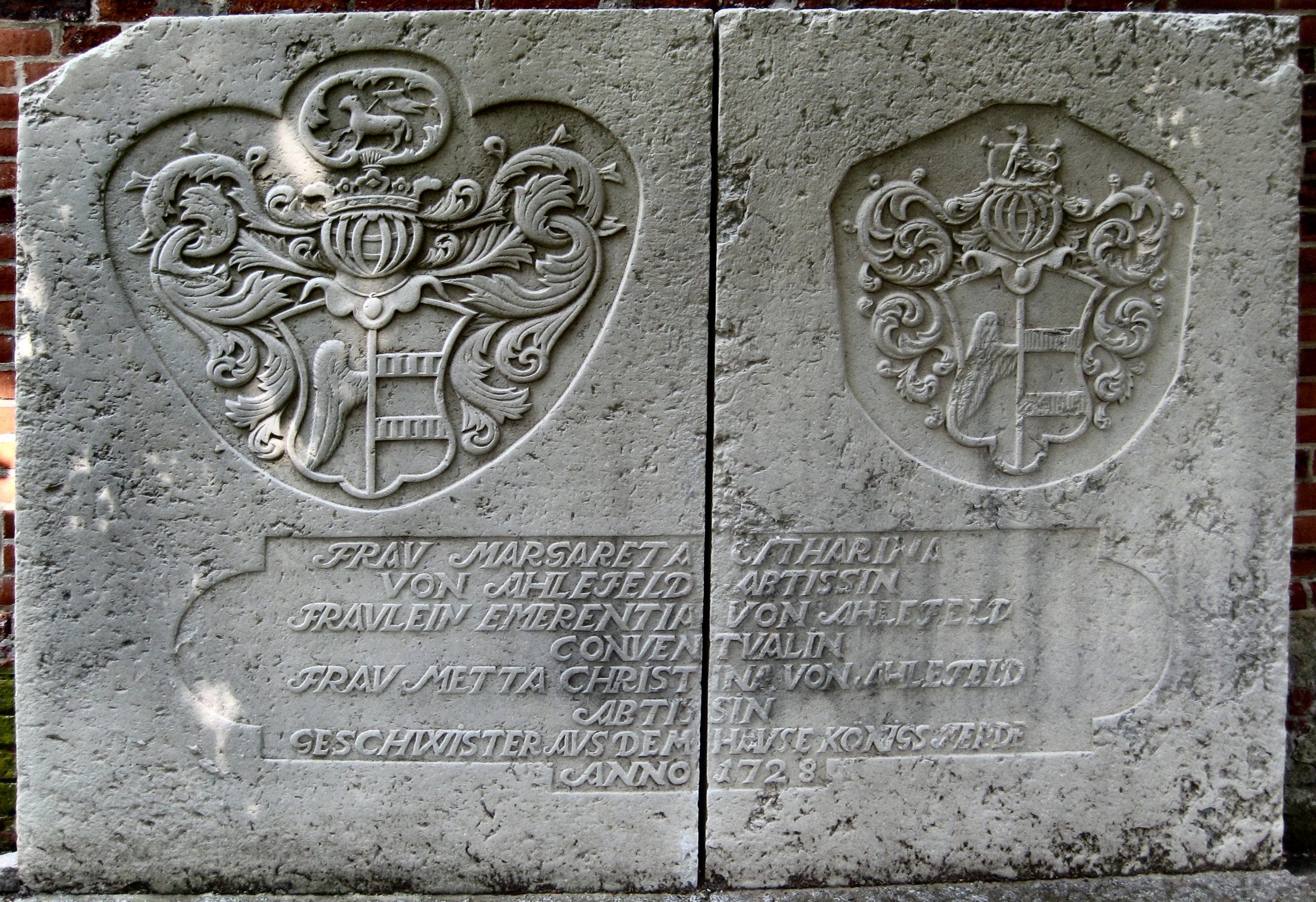
Grabstein für Äbtissinnen aus der Familie von Ahlefeldt

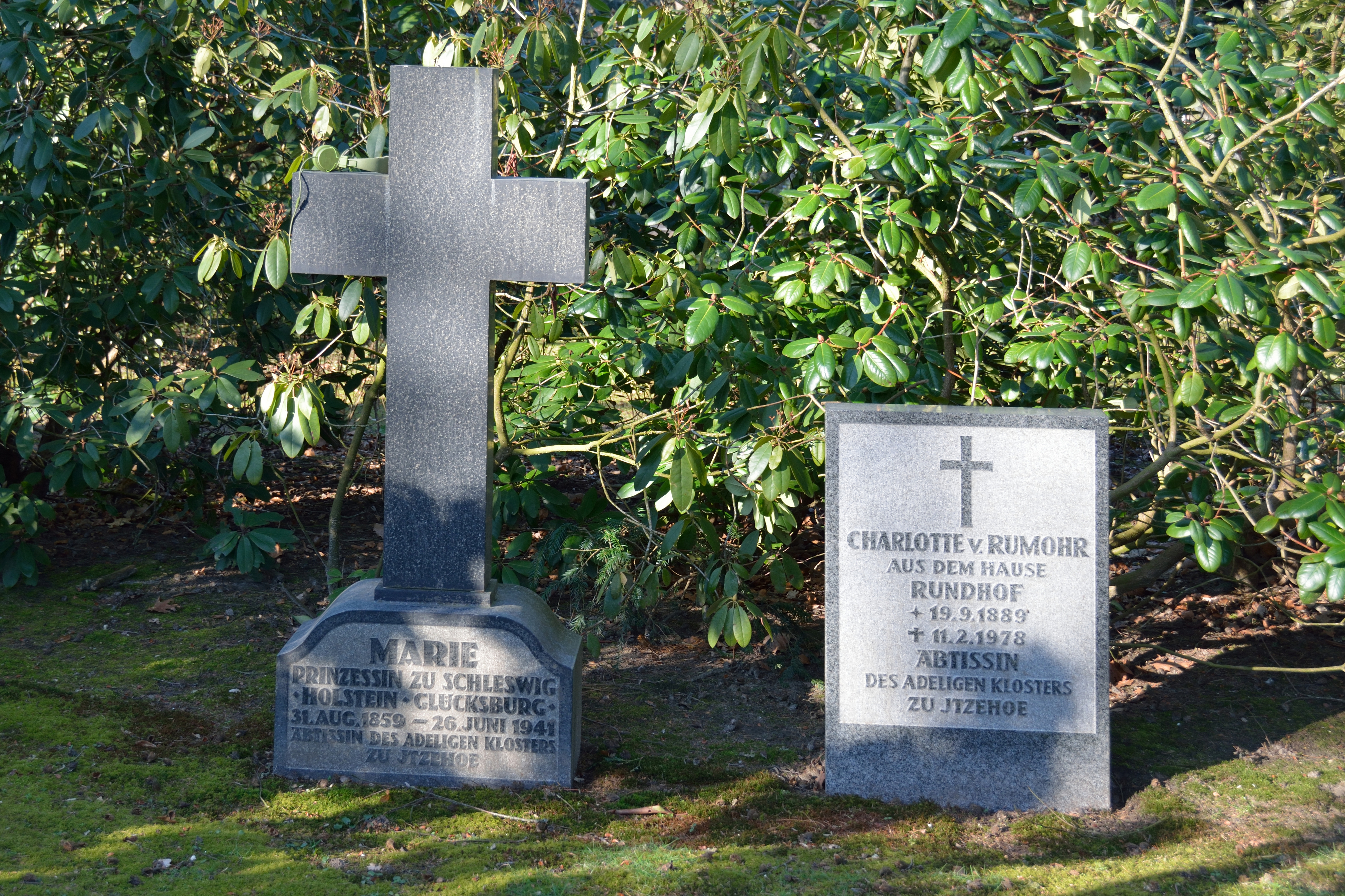
Grabmale der Äbtissinnen Prinzessin Marie von Schleswig-Holstein-Sonderburg-Glücksburg
und
Charlotte von Rumohr

| Äbtissinnen                                                    | Äbtissinnen |
| Name                                                           | Amtszeit    |
| -------------------------------------------------------------- | ----------- |
| Margaretha                                                     | 1282        |
| Margarete de Pogghewisch                                       | 1356, 1371  |
| Wybe (Wyburgis) Pogghewisch                                    | 1381, 1389  |
| Wybe Sehestedt                                                 | 1403, 1412  |
| Ide Reuntlo                                                    | 1421        |
| Margareta Wulff                                                | 1429, 1441  |
| Drude Rixtorp                                                  | 1448, 1475  |
| Elisabeth Hesten                                               | 1478, 1482  |
| Mettildis Poggewysch                                           | 1487–1494   |
| Drude Walstorp                                                 | 1495–1526   |
| Katharina Rantzau (kath.)                                      | 1526–1547   |
| Katharina von Pogwisch (ev.)                                   | 1547–1590   |
| Katharina von Ahlefeldt                                        | 1591–1602   |
| Dorothea von Ahlefeldt                                         | 1606–1610   |
| Prinzessin Marie von Schleswig-Holstein                        | 1611–1640   |
| Anna von Buchwald(t)                                           | 1640–1656   |
| Emerentia von Heesten                                          | 1656–1669   |
| Dorothea von Buchwald                                          | 1669–1683   |
| Prinzessin Dorothea Louise von Schleswig-Holstein-Augustenburg | 1683–1721   |
| Margaretha Katharina von Ahlefeldt                             | 1721–1727   |
| Metta Christina von Ahlefeldt                                  | 1727–1763   |
| Ottilie Elisabeth von Ahlefeldt                                | 1763–1780   |
| Margaretha Hedwig von Ahlefeldt                                | 1780–1790   |
| Johanna von der Wisch                                          | 1790–1803   |
| Sophia Magdalena von Qualen                                    | 1803–1810   |
| Prinzessin Juliane zu Hessen-Kassel                            | 1810–1860   |
| Prinzessin Luise zu Schleswig-Holstein-Sonderburg-Glücksburg   | 1860–1894   |
| Prinzessin Marie von Schleswig-Holstein-Sonderburg-Glücksburg  | 1895–1941   |
| Charlotte von Rumohr                                           | 1941–1978   |
| Edelgard von Baudissin-Zinzendorf                              | 1978–1989   |
| Henriette Gräfin zu Rantzau                                    | 1989–2014   |
| Gudrun von Ahlefeld                                            | 2015–       |
| Quelle: verschiedene; insbes. Irmisch                          |             |

| Priorinnen                  | Priorinnen      |
| Name                        | Amtszeit        |
| --------------------------- | --------------- |
| Bertha von Ahlefeldt        | 15. Jahrhundert |
| Charlotte von Rumohr        | 1929–1941       |
| Henriette Gräfin zu Rantzau | –2014           |
| Gudrun von Ahlefeld         | 2015–           |

| Verbitter                                                | Verbitter                      |
| Name                                                     | Amtszeit                       |
| -------------------------------------------------------- | ------------------------------ |
| Daniel Goschessohn v. Rantzau († 1. Mai 1658)            | wohl bis 1662                  |
| Gosche von Buchwaldt                                     | ab 1662 bis nach 1682          |
| Friedrich von Reventlow                                  | nach 1696 bis nach 1705        |
| Claus von Reventlow                                      | Mitte 18. Jahrhundert          |
| Christian von Ahlefeld auf Klein-Colmar (1687–1771)      | ca. 1766–1771                  |
| Cai von Rantzau                                          | 1771–1777                      |
| Graf Christian Ulrich von Brockdorff                     | 1777–1808                      |
| Josias von Qualen (Propst, 1742)                         | 1808–1819 (†)                  |
| Cay Werner von Ahlefeldt                                 | 1820–1829 (†)                  |
| Christian Andreas zu Rantzau                             | 1829–1838                      |
| Detlev Heinrich von Bülow                                | 1838–1847                      |
| Graf Magnus von Moltke                                   | 1847–1850                      |
| Baron Adolf von Blome                                    | 1852–1856                      |
| Wulf Henning von Rumohr                                  | 1857–1862                      |
| Graf Ernst Christian von Reventlow                       | 1863–1873                      |
| Graf Adolf Ludwig Christian von Reventlow auf Wittenberg | 1874–1906                      |
| Graf Christian zu Rantzau auf Rastorf (1858–1939)        | 1907 bis nach 1918 (bis 1939?) |
| Friedrich-Christian Graf von Kielmannsegg                | 1959–1982                      |
| Hans Graf zu Rantzau                                     | derzeit                        |